# بير ستيغ مولر
بير ستيغ مولر (بالدنماركية: Per Stig Møller)‏ هو دبلوماسي وكاتب سير وسياسي دانمركي، ولد في 27 أغسطس 1942 في فريدريكسبرغ في الدنمارك. حزبياً، نشط في حزب الشعب المحافظ ‏.

## مناصب
- انتخب عضو فولكتنغ [الإنجليزية]‏ عن دائرة Copenhagen (Folketing constituency) [الإنجليزية]‏ وقد انضم خلال فترته النيابية ‏  للكتلة البرلمانية حزب الشعب المحافظ [الإنجليزية]‏.
- انتخب وزير البيئة [الإنجليزية]‏ (18 ديسمبر 1990 – 25 يناير 1993).
- انتخب عضو فولكتنغ [الإنجليزية]‏ عن دائرة Copenhagen (Folketing constituency) [الإنجليزية]‏ وقد انضم خلال فترته النيابية ‏  للكتلة البرلمانية حزب الشعب المحافظ [الإنجليزية]‏.
- انتخب وزير الخارجية [الإنجليزية]‏ (27 نوفمبر 2001 – 23 فبراير 2010).

## وصلات خارجية
- بير ستيغ مولر على موقع IMDb (الإنجليزية)
- بير ستيغ مولر على موقع مونزينجر (الألمانية)
- بير ستيغ مولر على موقع قاعدة بيانات الفيلم (الإنجليزية)